# Burg Pützfeld
Burg Pützfeld war ein mittelalterliches Burghaus am Westeingang des Ortsteils Pützfeld der Gemeinde Ahrbrück im Landkreis Ahrweiler. Bei dem Gebäude handelte es sich um eine an der Ahr gelegenen Niederungsburg. Von dem Haus sind nur noch einige Mauerreste erhalten, die heute in einem Gehöft verbaut sind.

## Geschichte
Burg Pützfeld wird um das Jahr 1222 erstmals erwähnt. Die Burg war der Stammsitz der Ritter von Pützfeld, die seit dem späten Mittelalter in kurkölnischen Diensten auftraten. Im 16. Jahrhundert saßen dort die von Friemersdorf, genannt von Pützfeld. Werner Freiherr von Pützfeld ließ um 1670 in Pützfeld eine Marienkapelle errichten. Der dreigeschossige Bau mit Mansarddach wurde 1851 auf Abbruch verkauft, weswegen von ihm heute nur noch einige verbaute Mauerreste existieren.